# Wajdewut i Bruten

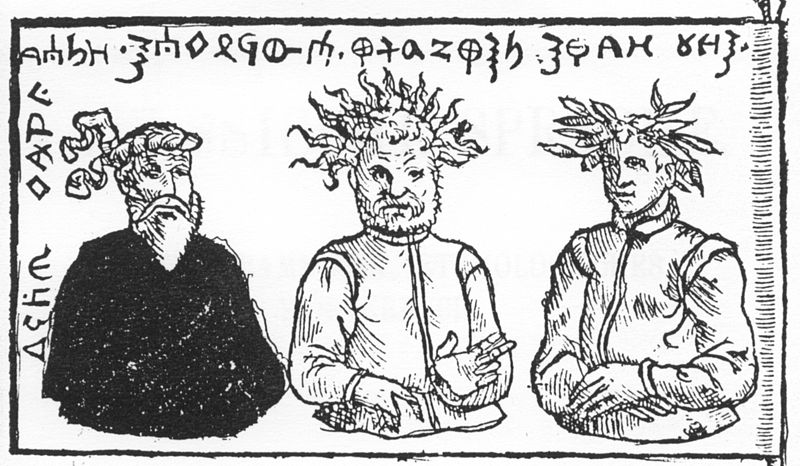
Tzw. flaga Wajdewuta stworzona przez Caspara Hennebergera wg opisu z kroniki Łukasza Dawida - przedstawia Perkuna, Patrimpsa i Picullusa

Wajdewut i Bruten – bracia, którzy według mitologii bałtyjskiej mieli być pierwszymi władcami Prus.
Wspominają o nich m.in. Erazmus Stella, Szymon Grunau i Łukasz David. Bruten miał być starszym bratem Wajdewuta. Bruten miał sprawować władzę sakralną, a Wajdewut świecką. Pierwszy z nich miał być pierwszym władcą Prus, zaś drugi miał zostać w 521 roku uznany za przedstawiciela bogów, a w 523 roku miał założyć Romowe jako ośrodek kultu Perkuna, Patrimpsa i Picullusa. Bruten uznawany jest za pierwszego arcykapłana mitologii bałtyckiej i pierwszego kriwe. W 573 roku obaj mieli (w wieku 132 i 116 lat, starszy był Bruten) zginąć poprzez rytualne samospalenie. Według legendy przed śmiercią Wajdewut miał rozdzielić swoje ziemie między dwunastu synów: Litwo otrzymał ziemię od Bugu do Niemna nazwane Litwą, Sam ziemie Sambii, Sudogvas Suwalszczyzny, Nadras Nadrowii, Scalwo Skalowii, Notang Natangii, Barto Barcję, Warmio Warmię, Hogga Hockerlandię, Pomeso Pomezanię a Chelmo ziemię chełmińską.
Wg Kacpra Niesieckiego Wajdewut miał panować około 373 roku. Współcześni historycy zgodnie odrzucają historyczność Wajdewuta i Brutena. O Wajdewutasie wspominają m.in. Adam Mickiewicz w przypisach do Grażyny (w kontekście rytualnego samospalenia i pieśni wajdeloty) oraz Maria Rodziewiczówna w swoim Dewajtisie.